# Берека
Берéка, горобина берека, глоговина (Sorbus torminalis Crantz) — дерево родини розових (Rosaceae).

## Опис
Латинська назва роду дана за класичною назвою горобини домашньої, яка походить від кельтського слова «sorb» (терпкий, гіркий) і вказує на смак плодів.
Рід Sorbus L. відноситься до багаточисленної родини розових (Rosaceae) і нараховує 84 види, а також велику кількість гібридних форм, які ростуть у помірному поясі Північної півкулі. Рід об‘єднує листопадні дерева і кущі, які відносяться до двох підродів: рослини з непарноперистоскладними листками і простими. Складні листки складаються з 19–23 майже сидячих продовгуватих листочків. Бруньки довжиною 8–5 мм, з голими або опушеними лусками. Квіти двостатеві, зібрані в щитоподібні суцвіття, які мають сильний специфічний запах. Чашолистків 5, пелюсток 5, віночок білий (0,8–1,5 см у діаметрі), тичинок 15–25, маточка одна, зав'язь нижня. Цвітуть у травні, плоди
достигають у вересні. Плоди кулясті або овальні, яскраво-червоні, червоножовті або коричневі, зрідка білі. Вони містять від 4 до 13,7 % цукру, вміст вітаміну С прирівнюються до чорної смородини та лимону. Листкова пластинка 16–18 см завдовжки і 5–10 см завширшки, при основі листки округлі, трохи серцеподібні або клиноподібні, на верхівці загострені, з кожного боку з 3–5 (рідше 7) великими загостреними лопатями, нижня пара лопатей найглибше відсічена й горизонтально віддалена, лопаті по краю листка нерівнодрібнозубчасті. Молоді листки трохи опушені — біологічне пристосування рослини для захисту від надмірної втрати вологи і пізніх весняних заморозків. Через деякий час, коли ця загроза мине, волоски опадають, листя оголяється і вкривається кутикулою. Зверху листки темно-зелені, блискучі, зісподу — яснозелені, голі або опушені лише на жилках, з яких найбільше виступають головна та 3 пари бокових. Квітки в густих, розгалужених щитоподібних суцвіттях, невеликі 5–7 мм. Оцвітина біла. Перецвіла берека — значить скінчилася весна, достигли її плоди — скінчилося літо. Плід — яблуко подібний до мініатюрних яблучок, зібраних у грона по 15–20 шт., а у великоплідних по 7–12. Кожне 12– 15 мм завдовжки та 8–12 мм діаметром. Спочатку червонувато-жовті, згодом червоно-коричневі, буруваті з білими крапками й чашолистиками, які опадають. У кожному яблучку від 2 до 4 насінин, частіше дозріває 1–2. Насінини оберненояйцеподібні, з витягнутою верхівкою, темно-червонуватокоричневі, 5–6 мм завдовжки, 3–4 мм завширшки. Цвіте у квітні-травні, плодоносить у вересні-жовтні. З одного дерева можна зібрати іноді до 16 кг плодів. Насіння містить майже 22 % олії, плоди — до 16 % цукру. Основний спосіб розмноження — насіння. Берека — непоганий медонос.
Горобинні в природі розмножується насінням, кореневими паростками і поросллю від пенька. Коренева система в більшості представників роду поверхнева. Світлолюбиві, але витримують деяке затінення. У природних лісах трапляються у ІІ ярусі насаджень і в підліску. Ростуть до 200—300 років, починають квітнути й плодоносити з 10-ти річного віку, а плодові сорти — навіть із 4–5 років. Горобинні можуть рости на різноманітних ґрунтах: як на багатих, так і на бідних гумусом, кам‘янистих, піщаних і глинистих, а також на вапнякових і кислих [33, 39, 226].Види і сорти горобини мають високі декоративні якості, особливо під час квітування та достигання плодів. Види різняться за габітусом, розмірами крони, формою листків — від простих цільних чи лопатевих до перистоскладних, від голих до повстистоопушених.

## Дослідження
Згідно з літературними даними рід Sorbus L. вважається офіційно визначеним шведським природодослідником і лікарем у Карлом Ліннеєм [326]. Цей рід вперше згадано в його праці «Systema Natura» у 1735 році. На основі двох видів, а саме: Sorbus aucuparia і Sorbus domestica, Лінней (Linnaeus, 1753)виділяє окремий рід Sorbus, поділений ним на три види. Описуючи вид Sorbus torminalis, він відносить його до роду Crataegus (Глід). У 1769 році Генріх Іоганн Непомук фон Кранц, австрійський лікар і ботанік, у праці «Classis Cruciformium emendeta» встановлює остаточний обсяг роду Sorbus і до нього відносить S.torminalis. У систематизації роду Sorbus чимало зусиль доклали інші ботаніки, наприклад: А. А. Гроссгейм [55], А. В. Гурський [58], C.I.Максимович [327], F. Унгер [336] та ряд інших, які в межах роду виділяли окремі таксони, надаючи їм ранг родів, підродів. При встановленні роду за основу брали різні ознаки. Часто другорядні ознаки видів приймалися за головні і навпаки. Неоднакове визначення залежало від суб‘єктивного критерію авторів. При дослідженні морфологічних ознак у будові листків S.torminalis та встановленні рівнів їх мінливості Н. Стоянов і Б. Стефанов [248] виділяють 4
форми і різновиди, які поширені на території Болгарії, а K.R. Robertson на основі морфологічного критерію ділить Sorbus на п‘ять самостійних родів − Aria, Chamaemespilus, Cormus, Torminalis і Sorbus s.str.. S.Javorka [322] і J. Velenovsky [335] визначають існування тільки однієї форми S.torminalis, C. Schneider [332] описує три форми й різновиди, Z. Karpati [323] встановлює 36 форм і різновидів, М. І. Косець [126] вважає, що «всі перелічені варієтети і форми є не спадковими, а стадійними формами або екологічними морфами», і пояснює принципом метамерії. Е. Ц. Габриелян [39, 40].

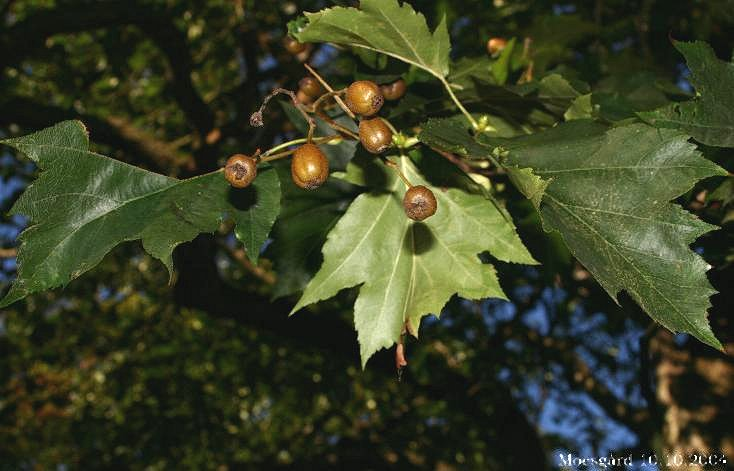
Плоди береки

Заввишки 15—20 м з округлояйцеподібними 3—5-лопатевими листками на довгих (2—6 см завдовжки) черешках. Кора на стовбурі гола, сірувато-коричнева, трохи потріскана; листки чергові, пальчасто-лопатеві, на кінцях лопатей загострені. Квітки невеликі білі, зібрані в густі щиткові суцвіття. Плоди ягодоподібні, спочатку червонувато-жовті, потім буруваті з білими крапками, їстівні.

## Вегетативне розмноження
Вегетативне розмноження може бути природним і штучним. Особливість такого відновлення полягає в тому, що молоді особини повністю зберігають генотип материнської рослини і відзначаються більш однорідними ознаками, ніж рослини, які розмножені статевим способом. Вегетативне розмноження береки лікарської можливе живцюванням, порослеве — щепленням, меристемами — твірними тканинами.
Поширеним способом розмноження в природних умовах є порослеве. Берека лікарська добре відновлюється після пошкоджень молодих пагонів
тваринами або при проведенні рубок догляду. Пенькова поросль дає 3–4 рівноцінних пагонів, які швидко ростуть. З роками вони не пригнічують один одного. Корені, довжина яких досягає 3 м, розповсюджуються поверх материнських (кв. 36/11, вік 3, 18 років, Дохнянське лісництво). Ріст пагонів при порослевому відновленню становить від 25 см до 46 см за вегетаційний період, окремі екземпляри досягають до 56 — 60 см. Це в 5–9 разів швидше за ріст при природному насіннєвому розмноженні. Зелене живцювання виду в літературі висвітлено недостатньо. Т. В. Максимова, 1977, В. В. Буджак, 1996, звертають увагу на слабке вкорінення живців. У 2016—2018 роках випробували спосіб вегетативного розмноження береки лікарської напівздерев'янілими зеленими живцями. Заготівлю живців проводили з 15 квітня до 25 травня з інтервалом 10 діб. Для живцювання використовували приріст поточного року з маточних дерев середнього та нижнього ярусу крони і з порослевих пагонів. Брали живці з апікальної, медіальної і базальної частин пагона з 3–4 вузлами (рис. 5.15). Висаджували живці на вкорінення в парник і в теплицю з установкою дрібнодисперсного зволоження. Їх нижню частину обробляли біологічно активною речовиною ауксинової природи КАНО (10 % розчин калійної солі αнафтилоцтової кислоти) у концентраціях водного розчину 0,001, 0,003, 0,0040, 005 %. Незважаючи на інтенсивне формування калюсу, регенерація коренів у живців не відбулася. Вони масово засихали через 20–30 діб.

## Поширення
Поширені в Європі і Малій Азії. Поширена у західному й правобережному Лісостепу, в Карпатах і в Криму. Росте в другому ярусі листяних лісів. Світлолюбна рослина. Росте по світлих, переважно широколистяних лісах.

### Поширення в Європі
Вивченню виду присвячує праці угорський ботанік Javorka Sándor [322], він описує біологію виду і поширення в Угорщині. Camillo Karl Schneider [332], австрійський ботанік, садівник, ландшафтний архітектор ,звертає увагу на введення виду в ботанічні сади як малопоширену й декоративну рослину роду Sorbus. Косець М.І.[126] припускає, що предки видів, об‘єднаних у секції Aria і Torminaria, мігрували зі Східної Азії в Європу як дві відокремлені гілки підроду або що таке відокремлення їх відбулося в області Східного Середземномор‘я. Вульф Є.В. [36], радянський ботанік, флорист, спеціаліст в області історичної географії рослин, дає фітоценологічну характеристику виду.
Таку ж характеристику в працях із лісорослинного районування знаходимо в роботах Б. І. Іваненка [98], О. А. Гроссгейма [55], V. Paganova [328],´ F. Pax‘a [329], J. Klika [324] та інших науковців. За їх даними в Середній і Північній Європі трапляється Sorbus torminalis від передгір‘їв до висоти 500 м над рівнем моря.
На території Молдови берека лікарська поширена в північно-східній частині, що межує з південним Поділлям у районі Балти–Ананьєва. Тут росте переважно в гірсько-дубових лісах. З Бессарабії, де зустрічається в дубовограбових лісах, межа поширення перейшла в ліси Подільського Лісостепу України та Південного Лісостепу Молдови. За даними П.І. Лапіна, М.С. Александрова, Н.А. Бородіна, С.Н. Макарова, Л.С. Плотнікова, Н.В. Стогова, В.Д. Щербацевич, Е.І. Якушина берека лікарська витримує клімат Москви, Петербурга, Курської та Ростовської областей. У природних насадженнях цих регіонів збереглася як супутня порода дуба звичайного [144, 163, 206].  Фірсов Г.А., Васильєв Н.П. [259] описують береку лікарську в колекції Ботанічного саду Петра Великого в Санкт-Петербурзі. Вік дерев 75–94 роки, завезені з Кавказу. Раніше вважали вид недостатньо зимостійким, але з потеплінням клімату перестала обмерзати і не поступається перед іншими горобинними. Поновлюється в Ботанічному саду з місцевого насіння.
У районі Передкавказзя берека лікарська поширена у світлих, багатих на підлісок дубових лісах. Іноді росте в мішаних широколистяних лісах, які утворюють перехідну зону між буковими й дубовими лісами. На північному схилі Головного хребта Кавказу поширена в горах на висоті 800 м над рівнемморя в смузі дубово-мішаних лісів. У Західному Закавказзі трапляється досить
часто, але в невеликій кількості. Рідше — у мішаних широколистяних лісах з ліанами і в зоні буково-каштанового поясу. В Абхазії, Колхіді, Центральному Закавказзі вона розповсюджена в смузі дубових і мішаних дубово-букових і дубово-грабових лісів нижньої й середньої гірських зон. На території Дегестана трапляється в нижній смузі мішаних гірських дубово-грабових лісів з пануванням дуба звичайного та скельного. У районі Талиша вона росте у світлих мішаних широколистяних лісах середньої і верхньої гірських зон [38,39, 83].

## Берека лікарська як джерело сировини для одержання лікарських засобів
У листі береки ідентифіковано апігенін-7-0-софорозид, апегенін-7-0- диглюкозид, лютеолін-7-0-глюкозид, токоферол та оцтову кислоту. До складу плодів входять 6 макроелеменів (K, Ca, Mg, Na, P, Si) та 8 мікроелементів (Fe, Mn, Cu, Zn, Al, Hb, Sr, Mo) і антоціани. Вміст дубильних речовин, гідроксикорочних сполук та флавоноїдів зростає поступово до осені. У порівнянні з іншими представниками Горобинних у листі береки найвищий вміст хлорофілів і каротиноїдів [135]. Із давніх-давен використовували антибактеріальні властивості гілок, які занурювали у воду для її знезараження. Виявлені фенольні сполуки, карбонові кислоти, амінокислоти та інші БАР створюють підґрунтя для дослідження протизапальних, антимікробних, антиоксидантних, гепатопротекторних, гіпоглікемічних, урикозуричних і діуретичних властивостей. У береки лікарської на зубцях по краю листкової пластинки трапляються багатоклітинні секреторні залозки з брунатним вмістом, які мають антимікробну та протигрибкову активність. На їх основі можливе створення нових високоефективних лікарських засобів.
Наявність вітамінів, вуглеводів, органічних кислот, флавоноїдів, дубильних речовин, макро- та мікроелементів підтверджує перспективність використання сировини для створення препаратів всебічної дії на організм людини.

## Практичне використання
Деревина тверда, щільна, добре полірується; використовується для виготовлення музичних інструментів, меблів і різних токарних виробів. Берека — гарне декоративне дерево.

## Охорона
Береку включено до Червоної книги України (2009). Берека лікарська під охороною на території природних заповідників Ялтинського гірсько-лісового, Карадазького, Кримського та «Медобори»; у національних природних парках «Подільські Товтри» та «Кармелюкове Поділля»; РЛП «Чернівецький», «Дністровський каньйон»; у національному дендропарку «Софіївка» НАН України; у заповідних урочищах та пам'ятках природи Чернівецької, Івано-Франківської, Тернопільської та Вінницької областей. Заборонено вибіркову рубку дерев береки лікарської, руйнування місць її природного поновлення.